# Tokyopop
Tokyopop is een Amerikaanse uitgeverij en distributeur van anime, manga en manhwa. Het bedrijf werd in 1997 opgericht door Stuart J. Levy.
Het hoofdkwartier van Tokyopop bevindt zich in Los Angeles, Californië en er zijn regionale kantoren in Hamburg en Londen. Hun uitgaves worden wereldwijd verspreid.
Naast het verdelen van Engelstalige, Duitstalige en Japanse uitgaves van mangaseries publiceert Tokyopop ook "Original English-language manga" gebaseerd op Amerikaanse films en games zoals Warcraft.